# Jeff Bonds
Jeffrey Bonds Jr. (Los Ángeles, California, 14 de mayo de 1982) es un jugador de baloncesto estadounidense cuya carrera deportiva ha transcurrido en su mayor parte en distintos clubes de la segunda división española de baloncesto (LEB ORO).

## Biografía
Inició su andadura como jugador en la universidad de Cal Poly Pomoma que participaba en la NCAA-2 de los Estados Unidos. Tras finalizar su formación académica en 2005 decidió marcharse a Europa para fichar por Birmingham Bullets de la BBL británica. Un año después jugaría en los Sheffield Sharks de la misma liga y de ahí se marchó a España tras comprometerse con el Bàsquet Muro de la LEB Plata, la tercera categoría del baloncesto hispano.
Tras jugar una temporada más en LEB Plata, esta vez como integrante de la plantilla del Calefacciones Farho Gijón, en 2009 ficha por el Bàsquet Mallorca de LEB Oro y una temporada después participa de forma muy importante en conseguir evitar el descenso del LOBE Huesca a la categoría de plata.
En agosto de 2011 se confirma su fichaje por el Club Baloncesto Clavijo, recién ascendido esa temporada a la LEB Oro.

## Trayectoria deportiva
- 2001/05. NCAA-2. Cal-Poly Pomona
- 2005/06. BBL. Birmingham Bullets
- 2006/07. BBL. Sheffield Sharks
- 2007/08. LEB Plata. Bàsquet Muro
- 2008/09. LEB Plata. Calefacciones Farho Gijón
- 2009/10. LEB Oro. Bàsquet Mallorca
- 2010/11. LEB Oro. LOBE Huesca
- 2011/ . LEB Oro. CB Clavijo